# Йоан Северен
Йоан Северен (фр. Yoan Severin, нар. 29 січня 1997, Віллербанн) — французький футболіст, захисник швейцарського клубу «Серветт».
Виступав за юнацьку збірну Франції.

## Клубна кар'єра
Народився 29 січня 1997 року в місті Віллербанн. Вихованець футбольної школи клубу «Тонон Ев'янбрбр
У дорослому футболі дебютував 2017 року виступами за команду «Зюлте-Варегем», в якій провів один сезон, взявши участь у 4 матчах чемпіонату. 
До складу клубу «Серветт» приєднався 2018 року. Протягом наступних шести років відіграв за женевську команду 137 матчів в національному чемпіонаті. 2024 року став володарем Кубка Швейцарії. 

## Виступи за збірну
2016 року дебютував у складі юнацької збірної Франції (U-20), загалом на юнацькому рівні взяв участь у 5 іграх, відзначившись одним забитим голом. Був у її складі учасником молодіжної першості світу 2017, на якій Франція вибула з боротьби на стадії 1/8 фіналу.

## Титули і досягнення
- Володар Кубка Швейцарії (1):

«Серветт»: 2023-2024